# جون ألان غلينون
جون ألان غلينون (بالإنجليزية: John Alan Glennon)‏ هو مستكشف وجغرافي أمريكي، ولد في 24 سبتمبر 1970.